# Gorzeńscy herbu Nałęcz

Nałęcz

Gorzeńscy – polski ród szlachecki herbu Nałęcz, pochodzący z Wielkopolski. Nazwisko pochodzi od majątku Gorzeń.

## Przedstawiciele
- Aleksander Gorzeński – dziedzic dobrzycki, proboszcz dobrzycki, kantor gnieźnieński, kanonik gnieźnieńskiej kapituły katedralnej, kanonik krakowski, archidiakon kaliski, wikariusz generalny archidiecezji gnieźnieńskiej.
- Andrzej Gorzeński – regent grodzki poznański, szambelan królewski
- Antoni Gorzeński – chorąży kaliski i poznański
- Augustyn Gorzeński – senator Królestwa Polskiego, senator-wojewoda Księstwa Warszawskiego
- Chryzostom Gorzeński – wojski poznański
- Hieronim Gorzeński – działacz patriotyczny
- Jan Gorzeński – starosta starogardzki
- Makary Gorzeński – kasztelan kamieński, szambelan królewski
- Nicefor Gorzeński – chorąży gnieźnieński, szambelan królewski
- Piotr Gorzeński – kanonik kapituły katedralnej poznańskiej
- Tymoteusz Gorzeński – arcybiskup metropolita gnieźnieński i prymas Polski
- Zbigniew Ostroróg-Gorzeński – major piechoty Wojska Polskiego, powstaniec wielkopolski, kawaler Virtuti Militari